# Endectyon elyakovi
Endectyon elyakovi är en svampdjursart som beskrevs av Hooper 1991. Endectyon elyakovi ingår i släktet Endectyon och familjen Raspailiidae.
Artens utbredningsområde är havet kring Australien. Inga underarter finns listade i Catalogue of Life.